# Barasána
Barasána (Bará, Barasano, Barasana del Sur, Hanera), pleme američkih Indijanaca porodice Tucanoan naseljeno u bazenu Amazone na rijeci Pira Paraná (savezna država Vaupés) i pritocima Tatu, Komeya, Colorado i Lobo, u Kolumbiji i susjednim područjima brazilske države Amazonas u bazenu Uaupésa. Populacija im 1990. iznosi oko 350. Govore s najmanje 5 dijalekata među kojima i janera i comematsa, dok je taiwano (taibano, edúuria, taiwaeno), možda poseban jezik.
Kultura Barasana pripada tropskoj šumi. Žive u kolektivnim nastambama poznatim kao maloca. Prakticiraju se poznate svečanosti ili ceremonije 'Jurupari' i uzimaju tijekom rituala halucinogen Ayahuasca. U Brazilu žive na rezervatu Terra Indígena Alto Rio Negro na području općina Japura i São Gabriel da Cachoeira (40 duša).

## Vabnjske poveznice
- Barasana  Arhivirana inačica izvorne stranice od 22. veljače 2008. (Wayback Machine)